# China Resources Pharmaceutical Group
China Resources Pharmaceutical Group (CR Pharma) — китайская фармацевтическая группа, объединяющая ряд компаний и лабораторий по разработке, производству и распространению лекарственных препаратов. Штаб-квартира расположена в Гонконге, входит в крупный государственный конгломерат China Resources. В списке крупнейших компаний мира Forbes Global 2000 за 2020 год группа занимала 1089-е место.

## История
История China Resources («Ресурсы Китая») началась в 1938 году в Гонконге. С 1953 года среди направлений деятельности этой компании появились поставки в Китай медикаментов и медицинского оборудования. С 2004 года China Resources начала приобретать фармацевтические предприятия в КНР. В 2007 году была создана дочерняя компания China Resources Pharmaceutical Group (CR Pharma), в подчинение которой постепенно были переведены большинство активов China Resources в сфере фармацевтики. С 28 октября 2016 года акции China Resources Pharmaceutical котируются на Гонконгской фондовой бирже.

## Акционеры
Крупнейшим акционером компании является China Resources Company (53,05 % акций через зарегистрированную на Британских Виргинских островах холдинговую компанию). Вторым по значимости акционером является BSCOMC (Beijing State-Owned Capital Operation And Management Center, «Пекинский государственный центр управления капиталом», около 20 % акций через офшорную структуру, зарегистрированную на Каймановых островах).

## Деятельность
Подразделения по состоянию на 2020 год:
- Производство — разработка и производство лекарственных препаратов (химические и биофармацевтические препараты, средства традиционной китайской медицины, пищевые добавки, всего 560 наименований, в том числе 131 из национального списка основных медикаментов); выручка 29,3 млрд гонконгских долларов.
- Распространение — оптовая продажа медикаментов дистибьюторам и медицинским учреждениям КНР, логистические услуги, импорт и экспорт, а также интернет-платформа, связывающая больницы, аптеки и медицинских страховщиков; выручка 164,4 млрд гонконгских долларов.
- Розница — розничная продажа медикаментов через собственную сеть из 862 аптек (CR Care и Vivo Plus); выручка 6,5 млрд гонконгских долларов.
- Другая деятельность — неосновные направления деятельности; выручка 225 млн гонконгских долларов.

## Дочерние компании
В состав China Resources Pharmaceutical Group входит несколько дочерних и аффилированных компаний:
- China Resources Sanjiu Medical & Pharmaceutical
- China Resources Double-Crane Pharmaceutical
- Shandong Dong-E-E-Jiao Pharmaceutical
- China Resources Zizhu Pharmaceutical
- China Resources Saike Pharmaceutical
- China Anhui World-Best Pharmaceutical
- China Resources Pien Tze Huang Pharmaceutical

Компания China Resources Sanjiu Medical & Pharmaceutical является крупным производителем препаратов от воспалений кожи и декоративной косметики.

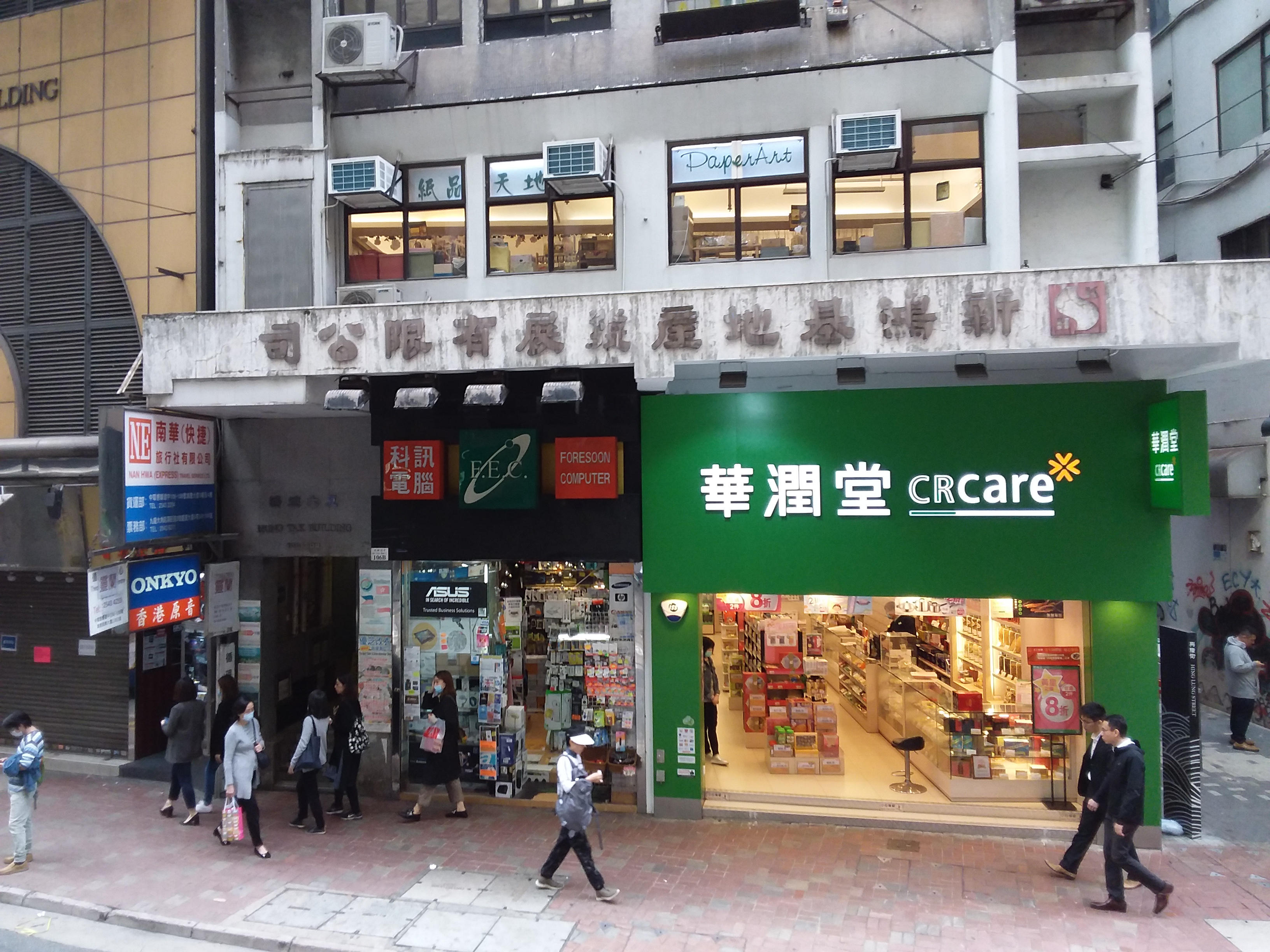
Аптека CR Care
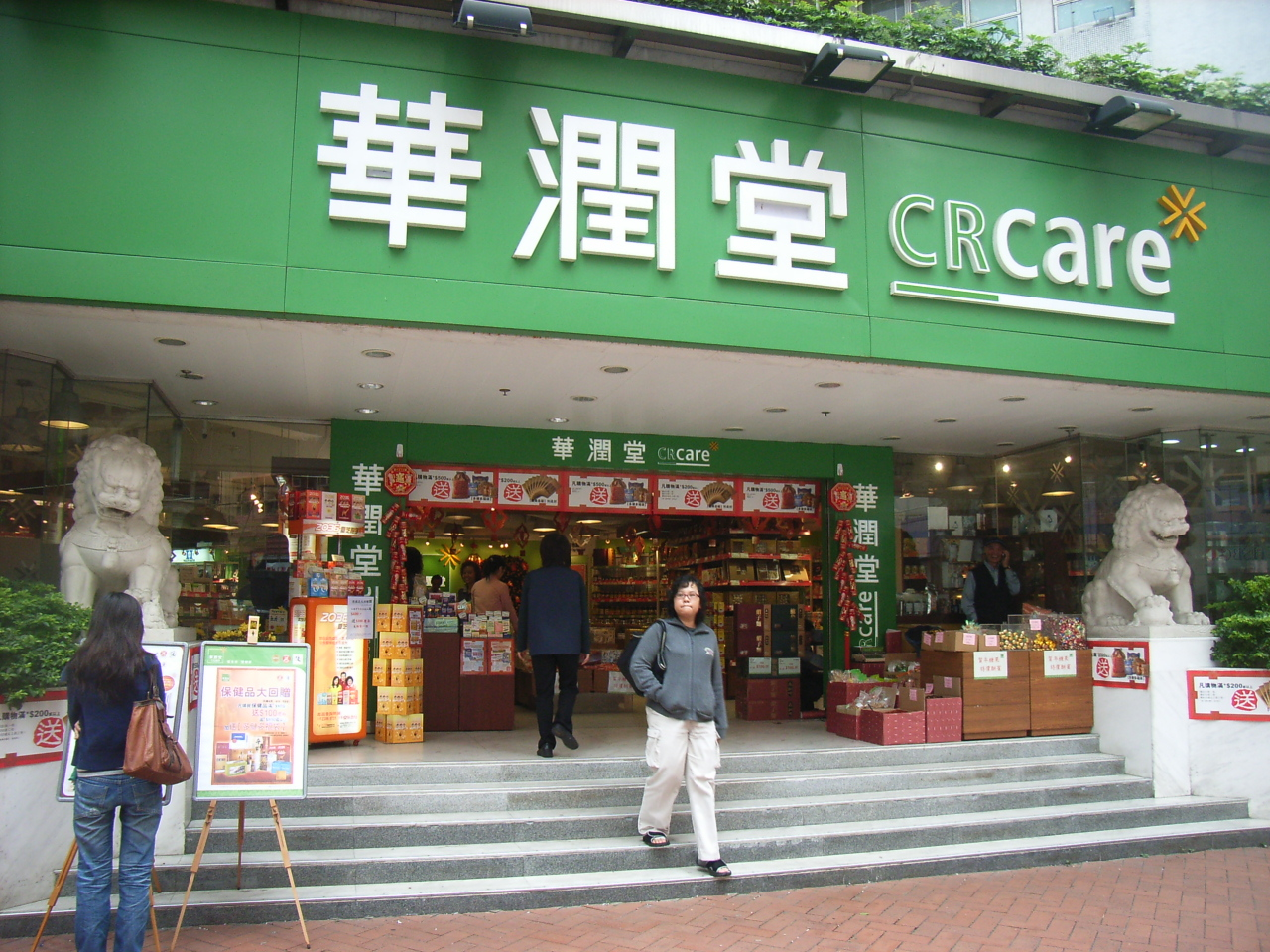
Аптека CR Care
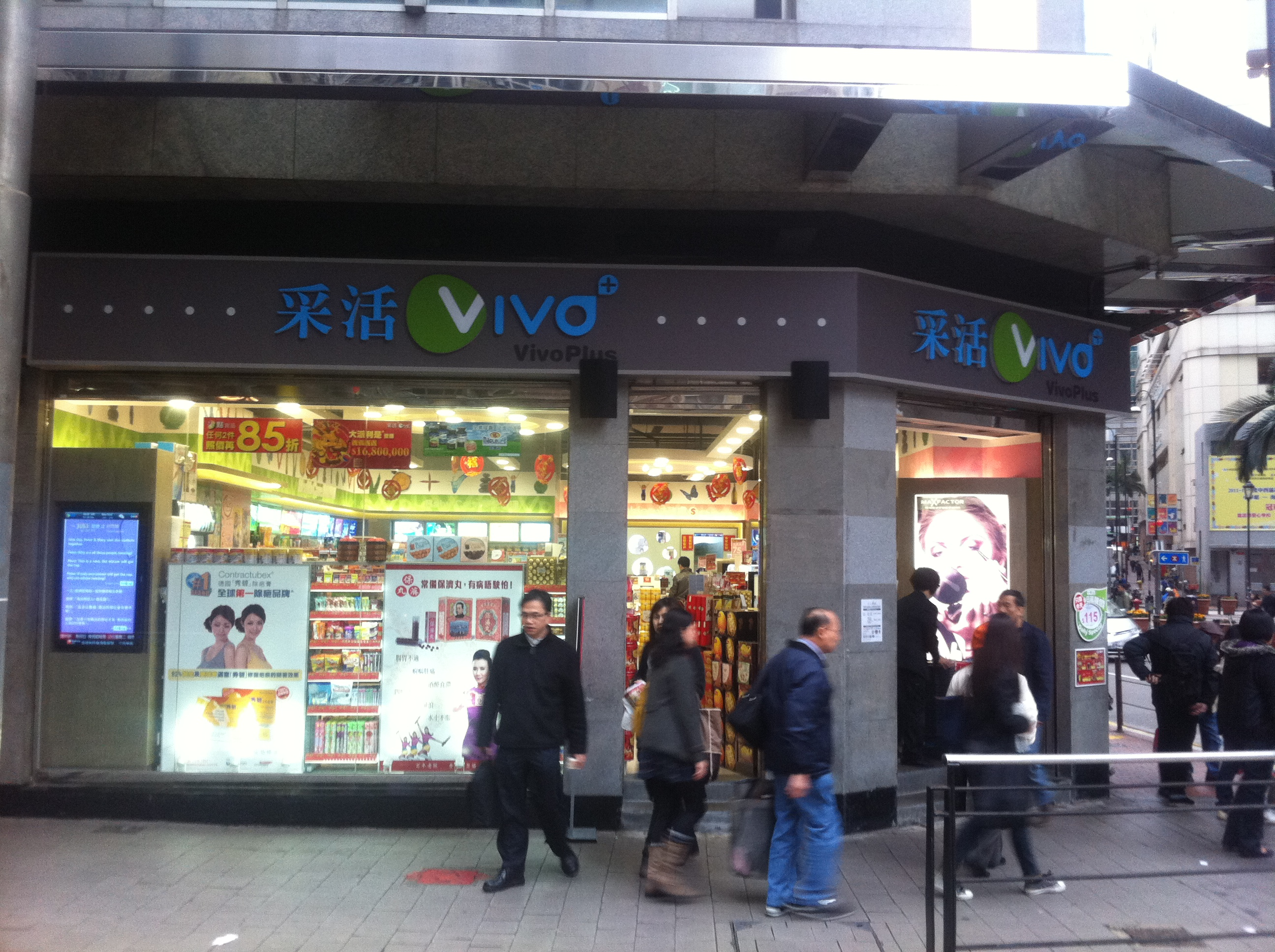
Аптека Vivo Plus
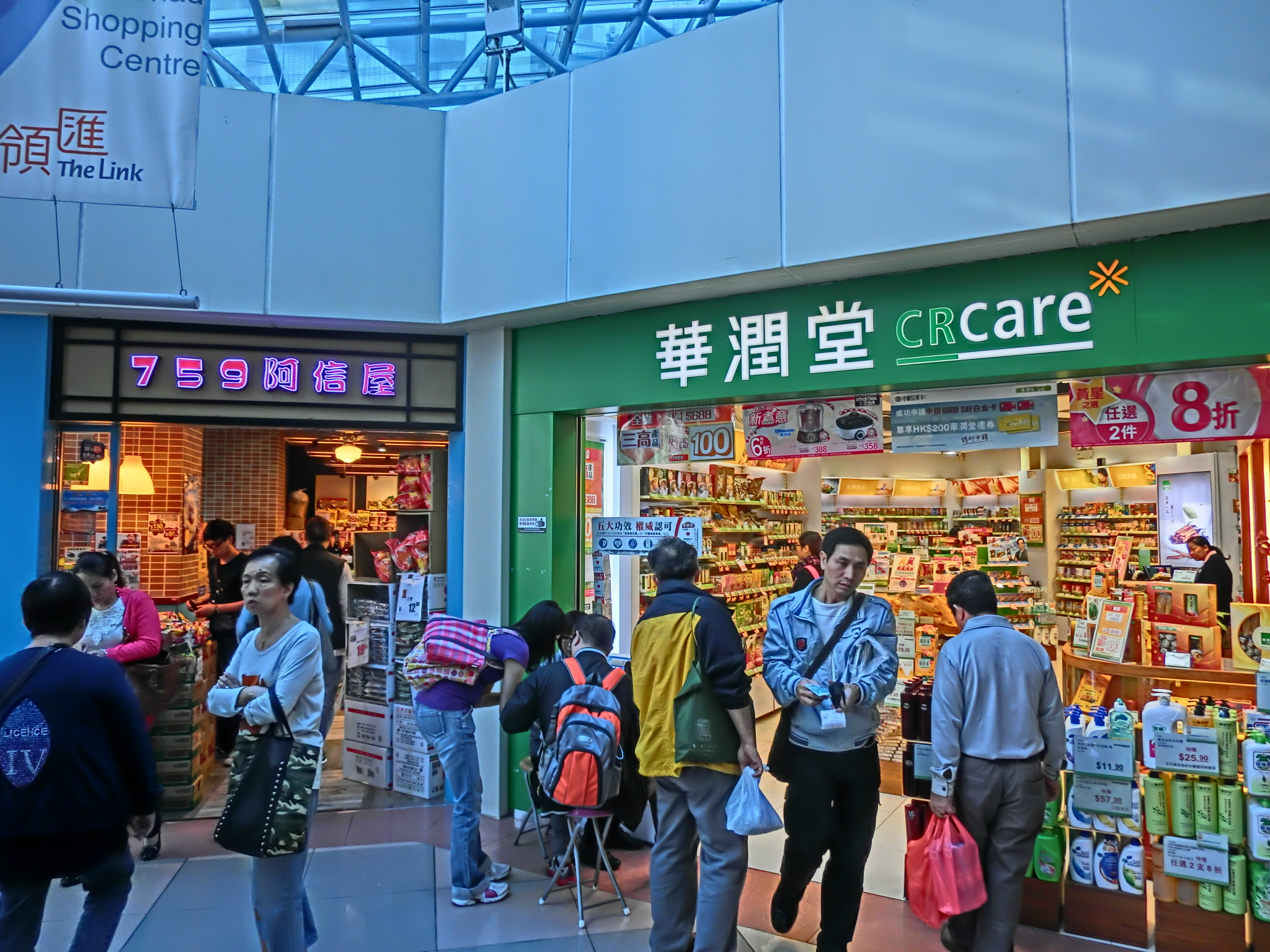
Аптека CR Care
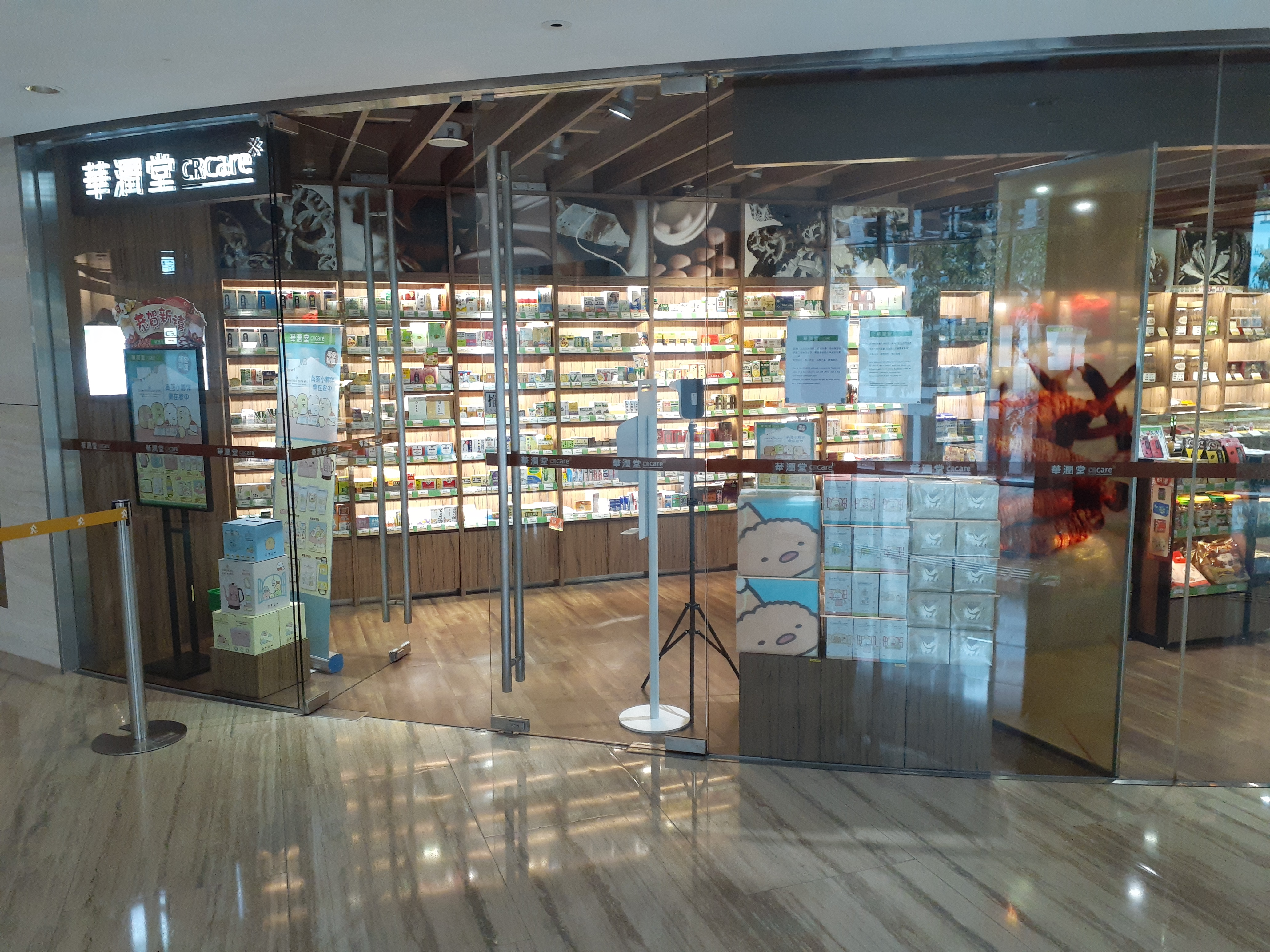
Аптека CR Care
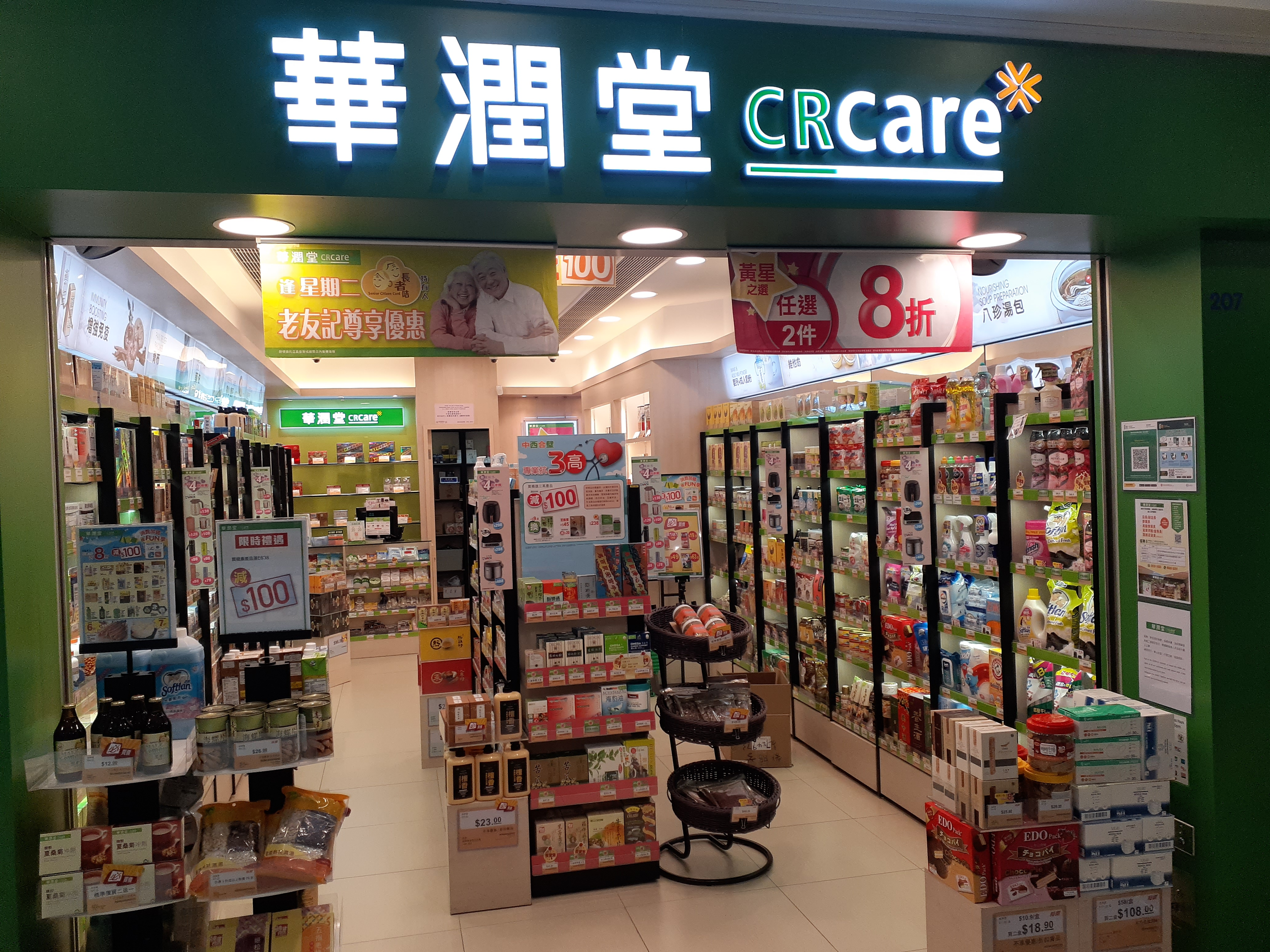
Аптека CR Care
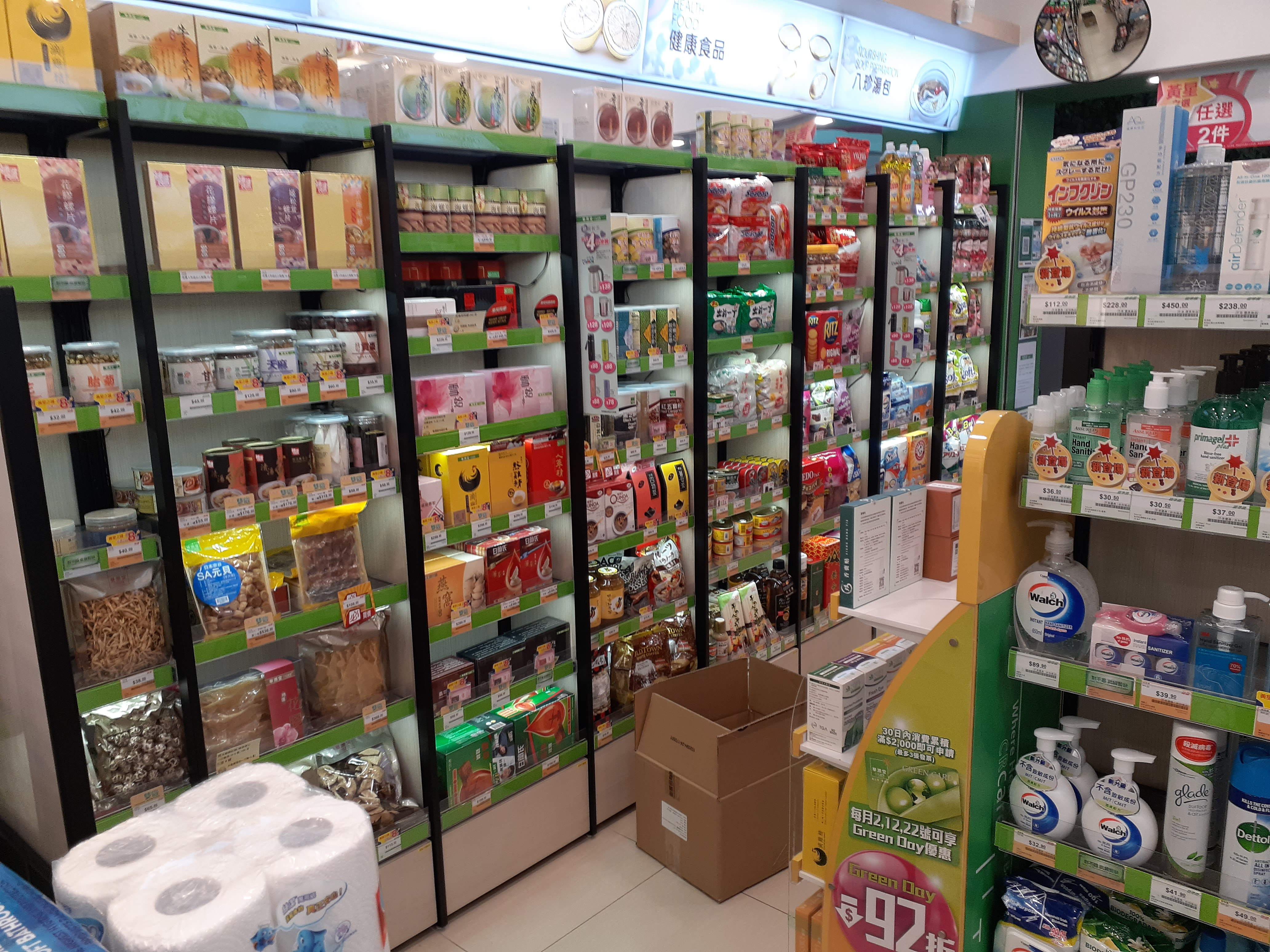
Аптека CR Care